# آسل گرونا
آسل گرونا (به انگلیسی: Asle Gronna) سناتور سابق عضو حزب جمهوری‌خواه ایالات متحده آمریکا بود. وی در سال ۱۹۱۱ تا ۱۹۲۱ میلادی سناتور ایالت داکوتای شمالی در سنای ایالات متحده آمریکا بود.